# ГЕС Арбон
ГЕС Арбон (Villayón) (ісп. Embalse de Arbón) — гідроелектростанція на північному заході Іспанії в регіоні Астурія. Знаходячись після ГЕС Сілвон та Doiras (використовують одне й те ж водосховище), є нижнім ступенем в каскаді на річці Навія, що дренує північний схил Кантабрійських гір та впадає у Біскайську затоку.
Для роботи станції річку перекрили кам'яно-накидною греблею із глиняним ядром висотою 35 метрів та довжиною 180 метрів, на спорудження якої пішло 323 тис. м3 матеріалу. Вона утримує водосховище із площею поверхні 2,7 км2 та об'ємом 38 млн м3.
Відстань від греблі до машинного залу по долині річки приблизно 1,3 км. Проте на цій ділянці вона огинає гору, так що по прямій між водосховищем і залом лише сотня метрів. Основне обладнання ГЕС становлять дві турбіни потужністю по 28 МВт, які працюють при напорі у 28,5 метра.
У 2010-х роках власник станції оголосив про наміри оптимізувати її роботи, зменшивши потужність кожного гідроагрегату до 24,9 МВт.
Видача продукції відбувається по ЛЕП, що працює під напругою 132 кВ.